# Arnau (nom)
Arnau és un nom propi masculí que prové de l'alemany Arnwald, unió de arn- (contracció d'arin, 'àguila') i -wald ('poder', 'govern'), per la qual cosa significa literalment 'àguila forta' o 'dominador de l'àguila'. Apareix per primera vegada en un document en català l'any 816.
El 2010 Arnau era el 75è nom masculí més freqüent a Catalunya, segons l'Idescat. A més a més, el 2008 va ser el cinquè nom més posat als nadons nens, amb una freqüència de 799.
El nom d'Arnau no té cap nom corresponent en femení.

## Personatges famosos
- Comte Arnau, noble de la mitologia catalana (vegeu també Arnau (sèrie)).
- Arnaldo de' Cattanei o beat Arnau de Pàdua, abat benedictí del segle xiii.
- Arnold Schwarzenegger, governador de Califòrnia.
- Arnold Schoenberg, compositor austríac (Viena, 1874 - Los Angeles, 1951).